# Штефан-Воде (комуна)
Штефан-Воде (рум. Ștefan Vodă) — комуна у повіті Келераш в Румунії. До складу комуни входить єдине село Штефан-Воде.
Комуна розташована на відстані 98 км на схід від Бухареста, 14 км на північ від Келераші, 106 км на захід від Констанци, 133 км на південний захід від Галаца.

## Населення
За даними перепису населення 2002 року у комуні проживали 2500 осіб. Усі жителі комуни рідною мовою назвали румунську.
Національний склад населення комуни:
| Національність | Кількість осіб | Відсоток |
| -------------- | -------------- | -------- |
| румуни         | 2478           | 99,1%    |
| цигани         | 20             | 0,8%     |
| українці       | 1              | < 0,1%   |
| турки          | 1              | < 0,1%   |

Склад населення комуни за віросповіданням:
| Релігія       | Кількість осіб | Відсоток |
| ------------- | -------------- | -------- |
| православні   | 2442           | 97,7%    |
| римо-католики | 40             | 1,6%     |
| адвентисти    | 17             | 0,7%     |
| атеїсти       | 1              | < 0,1%   |